# Live - En vivo desde México
Live - En vivo desde México es un álbum en vivo de Alacranes Musical. Fue lanzado al mercado por el sello discográfico Univision Music el 17 de febrero de 2009.

## Lista de canciones
1. Intro
2. Solo en ti
3. Vete ya
4. Al ritmo de la lluvia
5. A cambio de qué
6. La Hummer del año
7. Por tu amor
8. Si te vuelves a enamorar
9. Un idiota
10. El teniente
11. Quebradita en el mar
12. Por amarte así
13. Agustín Jaime